# 硝酸肼镍
硝酸肼镍（NHN）是一种无机化合物，化学式为[Ni(N2H4)3](NO3)2，是一种含能材料。

## 制备
将水合肼缓慢滴加至65℃的硝酸镍溶液中，滴加时搅拌。温度下降后分离产物并干燥。

## 性质
硝酸肼镍难溶于水、乙醇、丙酮，遇浓硫酸自燃。

## 用途
硝酸肼镍可以用作起爆药。

## 拓展阅读
- Andrzej WOJEWÓDKA, et al. Hydrazine complexes of transition metals as perspective explosives （页面存档备份，存于）. CHEMIK, 2011. 65(1): 20-27